# Karla Monroig
Karla Monoig, née Karla Patricia Monroig Pomales le 5 mars 1979 à Guayama (Porto Rico), est une actrice, mannequin, et présentatrice de télévision américaine d'origine portoricaine.

## Biographie
Karla Monoig est née à Guayama à Porto Rico. Son père est d'origine catalane et sa mère est d'origine irlandaise. Elle fréquente d'abord une école privée, Academia San Antonio située dans sa ville. Elle a passé un diplôme en Communication à l'université de "Sagrado Corazón" à Santurce. 
Elle est mariée à Tommy Torres et une fille Amanda Zoé (née en 2012). Elle est en activité depuis 1995.

## Carrière
En 1995, à l'âge de 14 ans, elle participe pour la première fois au concours de beauté « Miss Borinquen Teenage » et elle gagne le Culture Award.
En 1996, son intérêt pour le mannequinat croît et elle prend des cours. Elle participe au concours Cara de Imagen qu'elle gagne aussi.
Immédiatement, elle a du succès en tant que mannequin. Elle pose pour la couverture de plusieurs portoricains bien connus tels que: Buena Vida (dans 14 numéros consécutifs, Agenda de Novias et dans Imagen dans différentes éditions. Elle écrit aussi des articles éditoriaux sur la beauté et le mannequinat dans diverses publications, telles que Tiempos, en émettant son opinion sur les sujets traités.
En 2000, elle diversifie ses activités et devient journaliste, dans le domaine du divertissement, dans des talk show à la télévision, Anda Pa'l Cará, diffusé par Univision, Puerto Rico. Elle a aussi animé un reality show avec Hector Marcano, appelé Buscados.
In 2001, elle anime une autre émission intitulés : E-ritmo T.V. dans lequel elle interviewe des vedettes internationales telles que Alejandro Sanz et Chayanne, entre autres. Elle co-anime aussi l'émission de variétés Caliente au Mexique, diffusé par Televisa.
Le 1er décembre 2003 a lieu la première représentation de la pièce, Tarzan-salvemos la selva où Karla Monroig joue Jane aux côtés de Julián Gil (Tarzan), Gil René (Chita, la guenon), entre autres. Ce spectacle musical pour enfants, dirigé par Gilberto Valenzuela et produit par Wanda Colon et Angel Clement, veut faire passer le message de l'intérêt de respecter la nature.
De 2009 à 2010 Karla joue dans une telenovela appelée El Diablo aux côtés de Jencarlos Canela , Gaby Espino et Miguel Varoni.

## Filmographie

### Telenovelas
- 2003 : En cuarentena : Xiomara[2]
- 2004-2005 : Inocente de ti : Gloria del Junco (rôle secondaire)
- 2006 : Dueña y señora : Adriana Robles / Amanda Soler (protagoniste)
- 2007 : Dame chocolate : Samantha Porter / Deborah Porter (antagoniste principale)
- 2008-2009 : El rostro de Analía : Isabel Martínez (rôle secondaire)
- 2009-2010 : Más sabe el diablo : Virginia Dávila (rôle secondaire)
- 2010 : Alguien te mira : Matilde Larraín (co-protagoniste)
- 2011 : La casa de al lado (La maison d'à côté) : Rebeca Arismendi (rôle principal)[3]
- 2012-2013 : Grachi : Gabriela de Estévez (participation spéciale)
- 2018 : Mi familia perfecta : Camila Pérez

### Films
- 2001 : La Zapatería
- 2001 : Más Allá del Limite (Amatista Films) : rôle secondaire
- 2002 : Fuego en el alma (Amatista Films) : rôle secondaire
- 2003 : Kamaleón
- 2004 : Yo Creo en Santa Claus
- 2010 : Hunted by Night : la femme de Brandon
- 2012 : Going Bananas: A Twisted Love Story : Vicky

### Émissions télévisées
- 2000 : Anda Pa’l Cara : elle-même (actrice, journaliste, comédienne, co-animatrice)
- 2001 : Buscados en la Ciudad : elle-même (animatrice)
- 2001 : Que Suerte Que Es Domingo : elle-même (co-animatrice)
- 2003 : Ay Mamá!!! : elle-même (animatrice)
- 2004 : La Gran Fiesta : elle-même (animatrice)
- 2011 : Miss Universe Puerto Rico : elle-même (juge)
- 2013 : Idol Kids Puerto Rico : elle-même (animatrice)

### Radio
- 2002 : Arriba : elle-même (animatrice, productrice)
- Karla en las Tardes : elle-même (animatrice)

## Théâtre
- 2003 : Tarzán, Salvemos La Selva : Jane
- 2004 : Hasta Que La Muerte Nos Separe : Rose

## Nominations et récompenses
- 2001 : Premio du visage le plus beau de la télévision (Revue TV Guia)
- 2002 - 2004: Image de la campagne publicitaire du centenaire de P.R. (télévision, radio, presse, Billboards, etc.)
- 2012 : Premio de l'Association de Chroniques de Spectacle (Asociación de Cronistas de Espectáculos de New York, ACE) dans la catégorie « Meilleure actrice féminine » pour son rôle de Rebecca dans la telenovela de Telemundo La casa de al lado[4],[5]